# Falsk kamsjöborrekaktus
Falsk kamsjöborrekaktus (Echinopsis densispina) är en mångformig art av kaktus från södra Bolivia och norra Argentina. Stammarna är solitära, kort cylindriska med ca 17 knöliga ribbor. Areolerna är gulvita, insjunkna. Centraltaggarna är 4–7 till antalet, ljust till mörkt bruna med mörkare spetsar. De är raka eller något böjda samt förtjockade mot basen, och upp och med till 1,5–2 cm långa. Kaktusen har 16–22 borstlika radiärtaggar som är 6–8 mm långa. Blommorna är korta och trattlika, gula till orange i färgen, eller purpur. Blommorna är upp till och med till 8,5 cm långa.
Möjligen kan underarter utskiljas, men någon konsensus kring systematiken finns inte. Arten är närstående guldsjöborrekaktusen (E. haematantha).

## Arten som krukväxt
Falsk sjöborrekaktus är en lättodlad krukväxt om den placeras i full sol under hela året. Den bör vattnas ca en gång per vecka från april–maj till oktober. Vid mycket varm väderlek kan mera vatten ges. Den behöver kvävefattig gödning i små doser. Perioden november–mars bör den övervintras svalt och torrt, vid en temperaturen på omkring 10&nubisk;°C. Utan sval vintervila blommar inte kaktusen.

## Etymologi
Artnamnet densispina är latin och betyder 'tät-taggig'.

## Synonymer
Arten är variationsrik och många synonymer förekommer i handeln och i kaktuslitteraturen.
Lobivia densispina  (Werderm.) Werderm. ex Backeb. & F.M.Knuth 1935
Hymenorebutia densispina  (Werderm.) Buining 1939
Lobivia haematantha subsp. densispina  (Werderm.) Rausch & G.D.Rowley 1982
Echinopsis scoparia  Werderm. 1934
Lobivia scoparia  (Werderm.) Werderm. ex Backeb. & F.M.Knuth 1935
Hymenorebutia scoparia  (Werderm.) Buining 1939
Lobivia rebutioides  Backeb. 1934
Hymenorebutia rebutioides  (Backeb.) Buining 1939
Echinopsis rebutioides  (Backeb.) H.Friedrich 1974
Lobivia chlorogona  Wessner 1940
Hymenorebutia chlorogona  (Wessner) F.Ritter 1980
Lobivia napina  Pazout 1960
Hymenorebutia napina  (Pazout) Pazout 1964